# خانه‌های شرکت نفت (شماراه ۳۳۹۶)
منازل شرکت نفت (شماراه ۳۳۹۶) مربوط به دوره پهلوی است و در شهرستان‌آبادان، بوارده شمالی، شماره ۳۳۹۶ واقع شده و این اثر در تاریخ ۱۷ اسفند ۱۳۸۱ با شمارهٔ ثبت ۷۹۵۲ به‌عنوان یکی از آثار ملی ایران به ثبت رسیده است.